# کاتلین اولرنشاو
دیم کاتلین ماری اولرنشاو (Dame Kathleen Mary Ollerenshaw) ‏(DBE) (نام تولد، تیمپسون؛ ۱ اکتبر ۱۹۱۲ – ۱۰ اوگست ۲۰۱) یک ریاضی‌دان و سیاست‌مدار بریتانیایی بود، او از ۱۹۷۵ تا ۱۹۷۶ میلادی به عنوان ارباب-شهردار منچستر و در دهه ۱۹۸۰ میلادی به عنوان مشاور امور آموزش و پرورش در دولت مارگارت تاچر خدمت کرد.

## دوران کودکی و تحصیل
او با نام کاتلین ماری تیمپسون در ویتنگتون، منچستر به دنیا آمد و در آنجا به مدرسه لیدی بارن هَوز رفت (۱۹۱۸–۱۹۲۶ میلادی). وی یکی از نوه‌های مؤسس کسب و کار ترمیم پاپوش تیمپسون بود، کسی که از کترینگ به منچستر نقل مکان کرد و در ۱۸۷۰ میلادی در آنجا به تجارت آغاز نمود. از هشت سالگی به بعد، کاتلین تقریباً به‌طور کامل ناشنوا بود. او به ریاضی علاقه زیادی پیدا کرد و از سرمعلم به‌نام بانو جینکین جونز الهام گرفت. وی، زمانی که در مدرسه لیدی بارن بود با همسر آینده خود، رابرد اولرنشاو آشنا شد.
زمانی که او یک زن جوان شده بود به مدرسه سنت لئوناردس و کالج آمادگی دانشگاه در سنت اندروز، اسکاتلند رفت، جای که امروزه خانه‌های شاگردان شبانه‌روزی به افتخار وی نام‌گذاری شده‌اند. زمانی که او ۱۹ سال داشت، در سامرویل کالج (آکسفورت) پذیرفته شد و در آنجا به آموزش ریاضی پرداخت. او دوره دکترای خود را روی «شبکه‌های بحرانی» تحت نظر تئو چاندی، در سال ۱۹۴۵ میلادی در سامرویل به اتمام رساند. او پنج مقاله پژوهشی اصلی نوشت که برای دریافت‌نمودن مدرک دکترای تخصصی (PhD) وی کافی بود و نیازی به نوشتن رساله رسمی نداشت.
زمانی که در دوره لیسانس بود، او با رابرت اولرنشاو نامزد شد، رابرت بعداً یک جراح برجسته نظامی (سرهنگ آر.جی. دبلیو اورینشا، ERD, TD, BM, DMRD)‏ و پیشگام در تصویرگری پزشکی شد. آن‌ها در سپتامبر ۱۹۳۹ باهم ازدواج کردند و دو فرزند داشتند، چارلز (۱۹۴۱ – ۱۹۹۹ میلادی) و فلورینس (۱۹۴۶ – ۱۹۷۲ میلادی). او در ۱۹۴۲ میلادی پس از این‌که شوهرش برای خدمت در ارتش به خط مقدم اعزام شد، در نتیجه استرسی که به وی دست داد «برای سه روز بی‌وقفه گریست» و یک سقط خود به خودی جنین را متحمل شد.

## حرفه

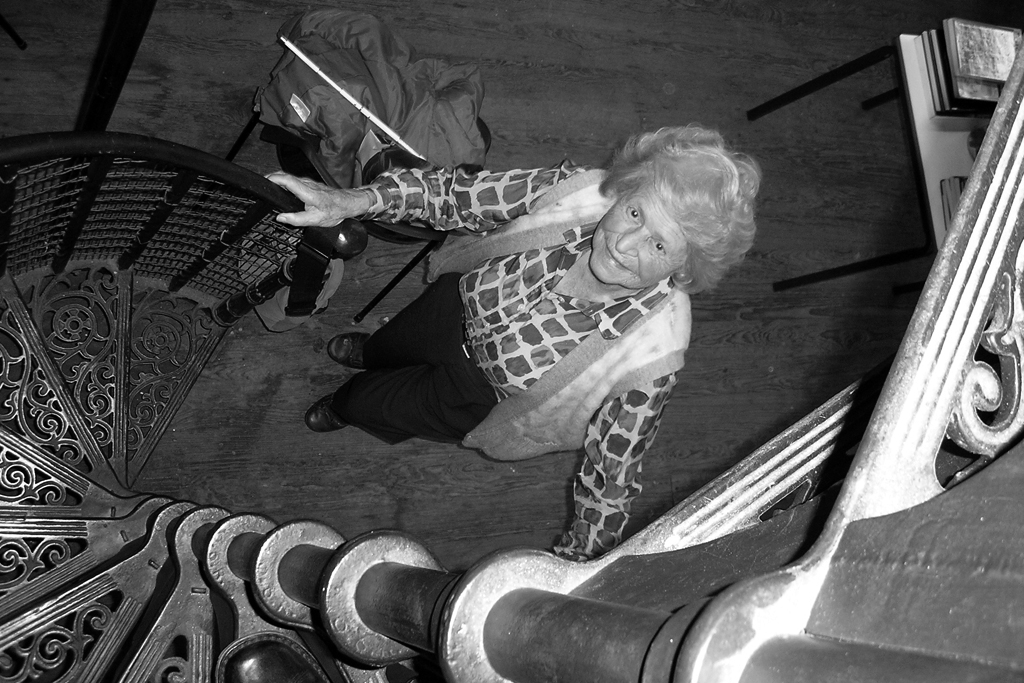
کاتلین اولرنشاو، در سن ۹۵ سالگی در جامعه نجوم منچستر، ۲۰۰۷ میلادی

پس از جنگ جهانی دوم، خانواده اولرنشاو به منچستر نقل مکان کردند، جای که کاتلین به عنوان آموز گار نیمه-وقت در دانشکده ریاضی دانشگاه منچستر کار می‌کرد و هم‌زمان با بزرگ‌کردن اطفالش، به کار روی شبکه‌ها نیز ادامه می‌داد. او در ۱۹۴۹ میلادی، زمانی که ۳۷ سال سن داشت، نخستین سمعک مؤثر خود را به‌دست‌آورد.
خارج از امور دانشگاهی، اولرنشاو برای بیست و شش سال به عنوان عضو شورای راشولم از حزب محافظه‌کار (۱۹۵۶–۱۹۸۱)، لرد میر منچستر (۱۹۷۵ – ۱۹۷۶)، شهردار منچستر بزرگ از ۱۹۷۸ تا ۱۹۷۹ خدمت نموده و به عنوان تشویق کننده اصلی در ایجاد کالج موسیقی شمالی سلطنتی عمل کرد. او عنوان افتخاری مرد آزاد شهر را به‌دست آورده و در دهه ۱۹۸۰ در حکومت مارگارت چاتر به عنوان مشاور در امور آموزش و پرورش خدمت کرد.
او از ۱۹۷۸ تا ۱۹۷۹ میلادی رئیس مؤسسه ریاضی و کاربردهای آن بود. او حداقل ۲۶ مقاله ریاضی به چاپ رساند و بهترین کار او مربع‌های جادویی همه‌قطری کامل است. او به عنوان میراث هنگام مرگ خود، اعتباری را برای حمایت از پژوهش‌گران برجسته و فعالیت‌های مشارکت عمومی در مدرسه ریاضیات، دانشگاه منچستر برجای گذاشت. یک سخنرانی علمی عمومی که به‌طور سالانه در این دانشگاه برگزار گشته که به افتخار او نام‌گذاری شده‌است.
اولرنشاو که یک ستاره‌شناس آماتور بود، تلسکوپ خود را به دانشگاه لنکستر هدیه داد و یک رصدخانه در آن دانشگاه به افتخار او نام‌گذاری شده‌است. او عضو افتخاری انجمن ستاره‌شناسی منچستر بود و برای چندین سال، سمت معاونیت این انجمن را بر عهده داشت.
اولرنشاو که به مدرسه سنت لئوناردس در سنت اندروز، فایف رفته بود، بعداً از ۱۹۸۱ تا ۲۰۰۳ به عنوان رئیس آن مدرسه خدمت کرد. بارونیس بایفورت، از حزب محافظه‌کار جانشین وی به عنوان سخن‌گوی مجلس اعیان بریتانیا شد. او در اکتبر ۲۰۱۲ به سن ۱۰۰ سالگی رسید.
او به تاریخ ۱۰ اوگست ۲۰۱۴ در دیتسبرگ به عمر ۱۰۱ سالگی وفات یافت. شوهر و هر دو کودک وی قبل از او وفات کرده بودند.

## افتخارات و میراث
- اولرنشاو برای خدماتی که در عرصه آموزش و پرورش انجام داده بود، در ۱۹۷۰ میلادی به عنوان افتخاری بانوی فرمانده والا مقام بریتانیا (DBE) گماشته شد.
- آهنگ ساز سِر پیتر مکسول دیویس، آهنگ ناکسوس کارتیت شماره ۹ خود را به او تقدیم کرد.[۱۳]

## کتابشناسی
- Dame Kathleen Ollerenshaw, To Talk of Many Things: an autobiography, Manchester Univ Press, 2004, ISBN 0-7190-6987-4
- Kathleen Ollerenshaw, David S. Brée: Most-perfect Pandiagonal Magic Squares: their construction and enumeration, Southend-on-Sea: Institute of Mathematics and its Applications, 1998, 186 pages, ISBN 0-905091-06-X
- Kathleen Ollerenshaw, Herman Bondi, Magic Squares of Order Four, Scholium Intl, 1983, ISBN 0-85403-201-0
- Kathleen Ollerenshaw, First Citizen, Hart-Davis, MacGibbon, 1977, ISBN 0-246-10976-9
- K. M. Ollerenshaw; D. S. Brée, "Most-perfect pandiagonal magic squares", in: Mathematics Today, 1998, vol. 34, pp. 139–143. ISSN 1361-2042.
- D. S. Brée and K. M. Ollerenshaw, "Pandiagonal magic-squares from mixed auxiliary squares", in: Mathematics Today, 1998, vol. 34, pp. 105–118. ISSN 1361-2042.
- Kathleen Ollerenshaw. 1944 The Critical Lattices of a Square Frame. Journal of the London Mathematical Society 19:75 part 3, pp. 178–184, The Critical Lattices of a Square Frame